# Pseudapis sangaensis
Pseudapis sangaensis là một loài Hymenoptera trong họ Halictidae. Loài này được Pauly mô tả khoa học năm 1990.